# Franz Wagner (pap)
Franz Wagner (Wangen, 1675. augusztus 14. – Bécs, 1738. február 8.) Jézus-társasági áldozópap és tanár.

## Élete
1690. október 10-én Kremsben (Ausztria) lépett a jezsuiták közé; a retorikát tanította ugyanott, Pozsonyban és Nagyszombatban. A négy szerzetesi fogadalom letétele után Bécsbe hívták, ahol I. Lipót császár történetét írta és egyszersmind az iskola igazgatója, a polgári kongregáció elnöke és a rendház lelkiatyja volt. Bécsi tartózkodása alatt megírta I. József császár életét is és ezenkívül még 26 munkát adott ki. A bécsi papnevelő-intézetnek is igazgatója volt.

## Munkái
- Commentarius De Vera, Et Germana Eruditione. In Tyrnaviensi Societatis Jesu Universitate. Tyrnaviae, 1701. (2. czímlap-kiadás. Tyrnaviae, 1701.)
- Universae Phraseologiae latinae Corpus. Augustae Vindel. 1718. (Sok kiadást ért. Editio Tyrnaviensis prima 1750. Ism. Irodalomtörténeti Közlemények 1910. 470. ll.; altera 1775.; tertia novissimis curis emendata et aucta. Budae, 1822.)

Többi munkái Bécsben és másutt külföldön jelentek meg. Felsorolvák Stoegernél és Sommervogelnél.